# Jochim Klindt

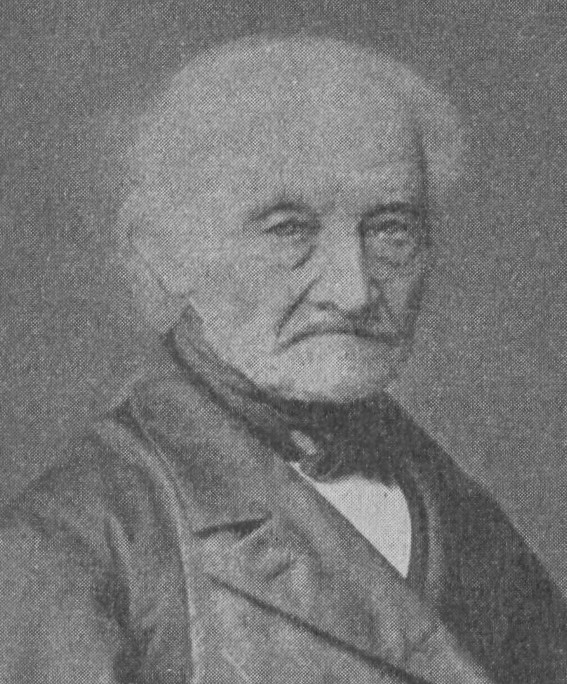
Jochim Klindt

Jochim Klindt (* 10. November 1795 in Fiefbergen; † 16. Juli 1887 in Ahrensburg) war ein deutscher Lehrer. 

## Leben
Jochim Klindt war ein Sohn des Schneiders Hinrich Klindt (* 23. Dezember 1763 in Schönberg; † 30. Mai 1823) und dessen Ehefrau Abel, geborene Wiese (getauft am 9. Februar 1769 in Schönberg; † 4. November 1830 in Fiefbergen). Der Großvater mütterlicherseits war der Kätner Görs Wiese. Die Familie Klindt war eine in der Probstei lebende Familie von Kätnern.
Klindt ging anfangs in Fiefbergen zur Schule. Im Alter von dreizehn Jahren wechselte er zu dem Lehrer und Organisten von Schönberg. Dieser bereitete ihn auf einen Lehrberuf vor. Von 1812 bis 1814 besuchte er das Lehrerseminar in Kiel. Danach arbeitete er als Hauslehrer in Tönning und Trittau. Sein Verwandter und Lehrer Claus Untiedt vermittelte ihm 1817 eine Stelle als Hilfslehrer der Schule von Woldenhorn. Untied beendete seine Lehrtätigkeit 1820. Klindt übernahm daraufhin dessen Stelle als Lehrer, Küster und Organist.
Am 26. Dezember 1824 heiratete Klindt Henriette Charlotte Kersten. Seine Ehefrau hatte er während seiner Lehrtätigkeit in Tönning kennengelernt, wie ihr Vater als Weinhändler arbeitete. Das Ehepaar hatte insgesamt zehn Kinder. Vier davon verstarben früh, fünf Töchter und ein Sohn erreichten das Erwachsenenalter.
1848 entschied Klindt aufgrund einer Kehlkopferkrankungen, die ihm das Sprechen erschwerte, alle Ämter abzugeben. Danach arbeitete er als Rechnungsführer und Kassierer des Gutes Ahrensburg. Er erteilte zudem Privatunterricht und nahm Kostgänger auf. Das neue Lehrerseminar in Segeberg bot ihm 1839 eine Lehrstelle an, die er jedoch ablehnte.
In der Ahrensburger Bevölkerung arbeiteten sehr viele Personen als Kätner, für die Klindt nach Nebenerwerbsmöglichkeiten suchte. Ab 1822 lehrte er das Flechten von Strohhüten und die selbstständige Aufbereitung der dafür benötigten Materialien. Dafür reiste er wiederholt in die preußische Provinz Sachsen. Die dadurch aufgebaute Heimindustrie bestand über mehrere Jahrzehnte.
Klindt setzte sich dafür ein, in Ahrensburg eine Spar- und Leihkasse einzurichten, die 1846 gegründet wurde und die er als Geschäftsführer selbst leitete.

## Werke
Klindt schrieb ab den 1820er Jahren mehrere Lehrbücher, die für den Sprach- und Rechenunterricht an Landschulen gedacht waren. Er interessierte sich insbesondere für das Rechnen, mit dem Schüler das logische Denken üben sollten. 1826 schrieb er die „Materialien für den Sprachunterricht“ und 1838/39 ein drei Bände umfassendes „Rechenbuch für Volksschulen“. Beide Werke erschienen bis in die 1850er Jahre wiederholt in großen Auflagen und wurden oftmals für den Unterricht genutzt. Einen noch populäreren Nachfolger des Rechenbuches schrieb Johann Barthold Sass.